# Chorizococcus triunfoensis
Chorizococcus triunfoensis är en insektsart som beskrevs av Williams och Granara de Willink 1992. Chorizococcus triunfoensis ingår i släktet Chorizococcus och familjen ullsköldlöss. Inga underarter finns listade i Catalogue of Life.